# Gaillardbois-Cressenville
Gaillardbois-Cressenville är en kommun i departementet Eure i regionen Normandie i norra Frankrike. Kommunen ligger i kantonen Fleury-sur-Andelle som tillhör arrondissementet Les Andelys. År 2018 hade Gaillardbois-Cressenville 442 invånare.

## Befolkningsutveckling
Antalet invånare i kommunen Gaillardbois-Cressenville
Referens:INSEE